# Adam Black
Adam Black (Denny, 18 de febrer de 1898 - 1981) va ser un jugador de futbol escocès, conegut principalment per la seva participació amb el Leicester City a la lliga anglesa durant les dècades de 1920 i 1930.
Va jugar amb el Leicester entre el gener de 1920 i el 1935, disputant un total de 557 partits amb les guineus, inclosos 528 partits de lliga, motiu pel qual encara, avui en dia, és el jugador que ha disputat més partits amb el Leicester.

## Biografia
Abans de fitxar pel Leicester, Black va lluitar a la Primera Guerra Mundial, enquadrat als Highlanders d'Argyll i Sutherland, on va guanyar una medalla de la Conducta Distingida.
Després de la guerra, Black va fitxar pel Leicester, equip amb el qual debutà el 24 de gener de 1920, partit que va acabar amb victòria de les guineus per 3-2 contra el Hull City. Blacj havia estat una de les primeres incorporacions de Peter Hodge, i aviat va esdevenir jugador habitaul del primer equip. En el transcurs de les següents temporades, el Leicester va anar creixent a nivell futbolístic, procés que va culminar amb la consecució del títol de segona divisió la temporada 1924-25. Més tard Black també va tenir un paper important en la temporada 1928-29, edició en què el Leicester va quedar en segona posició a primera divisió, fita que encara avui en dia és el millor resultat històric del conjunt de Leicestershire.
Tot i disputar 557 partits amb el Leicester, Black només va aconseguir marcar en 4 ocasions: tres d'aquests gols van ser des del punt de penal, mentre que el darrer fou un gol estrany, marcat des de 60 iardes, en un xut de falta contra el Sunderland el 1933, en el qual Black, accidentalment, va xutar més fort del que pretenia.

## Llegat
Actualment hi ha una suite al camp del Leicester, el King Power Stadium, que porta el seu nom.

## Palmarès
Leicester City
- Campionat de segona divisió (1): 1924-25

Rècords
- Jugador amb més participacions en lliga amb el Leicester City: 528 partits